# Friðrik Ólafsson
Friðrik Ólafsson (ur. 26 stycznia 1935 w Reykjavíku, zm. 4 kwietnia 2025 tamże) – islandzki prawnik, polityk i szachista, arcymistrz od 1958 roku.

## Kariera szachowa

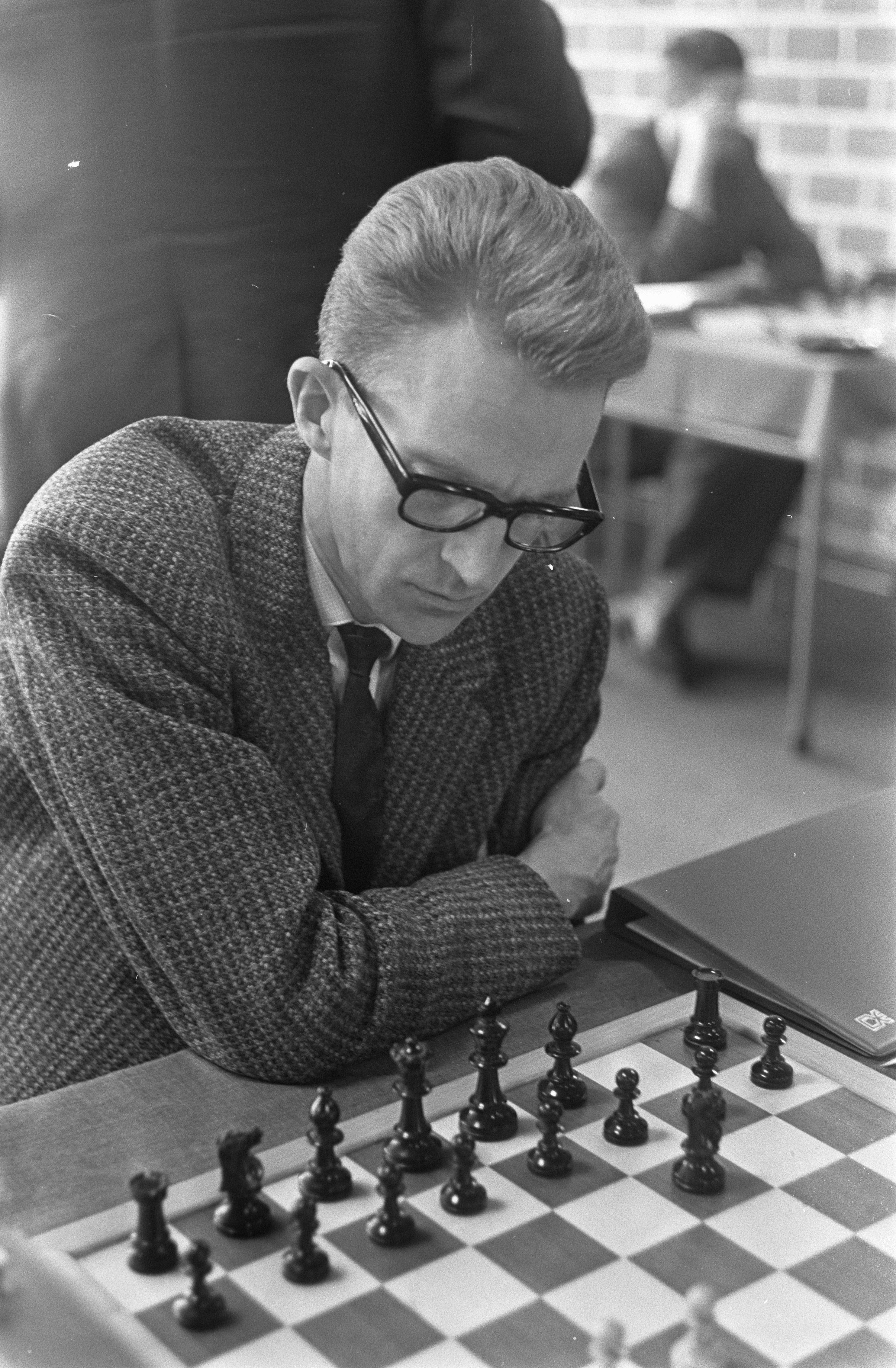
Friðrik Ólafsson, Wijk aan Zee 1969

Jest pierwszym Islandczykiem, który otrzymał tytuł arcymistrza. W latach 1952, 1953, 1957, 1961, 1962 i 1969 zdobył tytuł mistrza kraju. Był również dwukrotnym mistrzem krajów nordyckich (1953, 1971). Pomiędzy 1952 a 1980 rokiem ośmiokrotnie wystąpił na szachowych olimpiadach (poza debiutem, siedmiokrotnie na I szachownicy), zdobywając indywidualnie dwa medale: złoty (1962) i brązowy (1956).
Pierwszy sukces na arenie międzynarodowej odniósł w roku 1953 w Kopenhadze, dzieląc wraz z Borislavem Ivkovem III-IV miejsce w mistrzostwach świata juniorów do lat 20. Pod koniec lat 50. należał do ścisłej światowej czołówki, co potwierdził w roku 1958, zajmując w Portoroż V miejsce w turnieju międzystrefowym, dzięki czemu zdobył awans do turnieju pretendentów. W turnieju tym, rozegranym w trzech jugosłowiańskich miastach (Bled, Zagrzeb, Belgrad) w roku 1959 zajął VII miejsce (co oznaczało wówczas ósmą pozycję na świecie). W roku 1970 uczestniczył w meczu ZSRR - Reszta Świata. Wystąpił w wielu międzynarodowych turniejach, zwyciężając m.in. w Reykjaviku (1957, 1966, 1972 – wspólnie z Florinem Gheorghiu i Vlastimilem Hortem, 1976 – wspólnie z Janem Timmanem), Beverwijk (1959), Mariańskich Łaźniach (1961) oraz Wijk aan Zee (1976, wspólnie z Ljubomirem Ljubojeviciem).
Pod koniec lat 70. ograniczył starty w turniejach, rozpoczynając karierę działacza szachowego oraz polityczną. W latach 1978–1982 pełnił funkcję prezydenta Międzynarodowej Federacji Szachowej, natomiast w roku 1982 mianowany został sekretarzem Parlamentu Islandii. Jest autorem książki o meczu stulecia Fischer - Spasski. W 2003 w Reykjaviku wygrał mecz szachów szybkich z Bentem Larsenem w stosunku 5 - 3. Był to rewanż za mecz z 1956, w którym dwudziestoletni wówczas Larsen pokonał swego rówieśnika 4½ - 3½.
28 stycznia 2015 został honorowym obywatelem Reykjavíku. Był jednym z ostatnich żyjących szachistów o liczbie Morphy’ego równej 3.